# Janez Bučar
Janez Bučar, slovenski pravnik, politik in narodni delavec, * (?) 1822, Ljubljana, † 27. februar 1859, Postojna.
Končal je študij prava na Univerzi na Dunaju in nato služboval v različnih krajih, nazadnje kot notar, odvetnik in organizator čitalnice
v Postojni. Med revolucijo leta 1848 je bil osrednji slovenski politični in kulturni organizator v Ljubljani, ter pobudnik in soustanovitelj Slovenskega društva in nato njegov tajnik.  Na političnem zborovanju 12. maja 1848, ko je Ljubljano obiskala delegacije prvega slovenskega političnega društva, katerega so ustanovili leta 1848 na Dunaju živeči slovenski izobraženci in ga imenovali Slovenija, je bil Bučar eden glavnih govornikov. Njegov govor je bil nato kot samostojna priloga objavljen v časopisu Laibacher Zeitung. Vodil je tudi akcijo za zbiranje podpisov k peticiji za Zedinjeno Slovenijo. Kot predstavnik najradikalnejšega krila je članke v katerih je zagovarjal slovenska politična stališča objavljal v različnih časopisih.